# Откровения (Секретные материалы)
«Откровения» (англ. «Revelations») — 11-й эпизод третьего сезона сериала «Секретные материалы», главные герои которого — агенты ФБР, Фокс Малдер (Дэвид Духовны) и Дана Скалли (Джиллиан Андерсон), расследуют сложно поддающиеся научному объяснению преступления, называемые «Секретными материалами». В данном эпизоде Малдер и Скалли сталкиваются с феноменом стигмат, открывшимся у десятилетнего мальчика, на которого начинает охоту сатанист, уже убивший несколько фальшивых стигматиков. Эпизод принадлежит к типу «монстр недели» и никак не связан с основной «мифологию» сериала, заданной в первой серии. 
Серия, ставшая последней для режиссёра Дэвида Наттера в рамках его работы над «Секретными материалами», выделяется на фоне остальных своим отклонением от традиционной линии сериала, меняя местами «верящего в необычное» Малдера и «скептика» Скалли. Католическая вера Скалли, в дальнейшем, выступала в качестве вспомогательной сюжетной линии в ряде эпизодов, несмотря на жёсткую скептическую позицию персонажа в отношении паранормальных явлений.
Премьера «Откровений» состоялась 15 декабря 1995 года на телеканале FOX.  В США серия получила рейтинг домохозяйств Нильсена, равный 10, который означает, что в день выхода серию посмотрели 15,25 миллиона человек.

## Сюжет
Священник Патрик Финдли в городке Уэйнсбёрг, Пеннсильвания, во время проповеди шокирует прихожан, демонстрируя открывшиеся стигматы. После службы священника навещает степенный, седовласый мужчина Саймон Гейтс, который после короткого разговора душит Финдли, оставляя на его шее ожоги.
На месте преступления Малдер выясняет, что стигматы священника были фальшивкой, как и у десяти предыдущих жертв, убитых подобным образом. Тем временем в городе Лавленд, Огайо, из ладоней десятилетнего школьника Кевина Крайдера неожиданно начинает сочиться кровь. От социального работника агенты узнают, что кровь у Кевина идет не в первый раз, а его отец, называвший сына божьим избранником, уже был помещён в психиатрическую больницу. Агенты навещают Крайдера-старшего в больнице, где тот сообщает им, что за Кевином охотятся силы зла с момента рождения мальчика и в этот раз они придут за ним в образе богатого и могущественного человека.
Кевина из приюта похищает странный, лысый человек. По фотороботу мать Кевина узнаёт в человеке их бывшего садовника — Оуэна Джарвиса, который удерживает Кевина в своём доме и утверждает, что он — ангел-хранитель мальчика. Когда агенты врываются в дом Джарвиса, Кевин таинственно исчезает оттуда, а Джарвис, выпрыгнув в окно, загадочным образом сбегает. Кевин возвращается домой, где его находит Гейтс, но спасает Джарвис, жертвуя собой. При попытке сделать вскрытие Джарвиса Скалли не обнаруживает у его тела признаков разложения, вспоминая о праведниках, но при этом находит на шее отпечатки Гейтса — могущественного, высокопоставленного бизнесмена.
Кевин едет с матерью на машине, когда она глохнет из-за перегревшегося двигателя. Гейтс, следовавший по пятам, останавливается и предлагает помощь, но мать Кевина чувствует подвох и вступает в неравную драку. Кевин отвлекает Гейтса, одновременно появляясь в двух местах, и уезжает с матерью. Из-за травмы, нанесённой Гейтсом, женщина теряет сознание и вылетает в кювет, погибая на месте. Скалли и Малдер увозят Кевина в мотель, но Гейтс похищает мальчика из ванной, расплавив руками решетку на окне.
Скалли, делая вывод из окружающей ее информации, предполагает, что Гейтс отвез Кевина на мусороперерабатывающий завод, тогда как Малдер считает, что убийца следует в аэропорт. Агенты разделяются, и оказывается, что права была Скалли. Гейтс пытается совершить самоубийство с Кевином, бросившись в измельчитель на заводе, но Кевину удается зацепиться за поручень. Через два дня Кевин уезжает в неизвестном направлении, а Скалли впервые за много лет идёт на исповедь в церковь, задаваясь вопросом, что, может быть, Бог говорит с людьми, но его никто не слушает.

## Производство

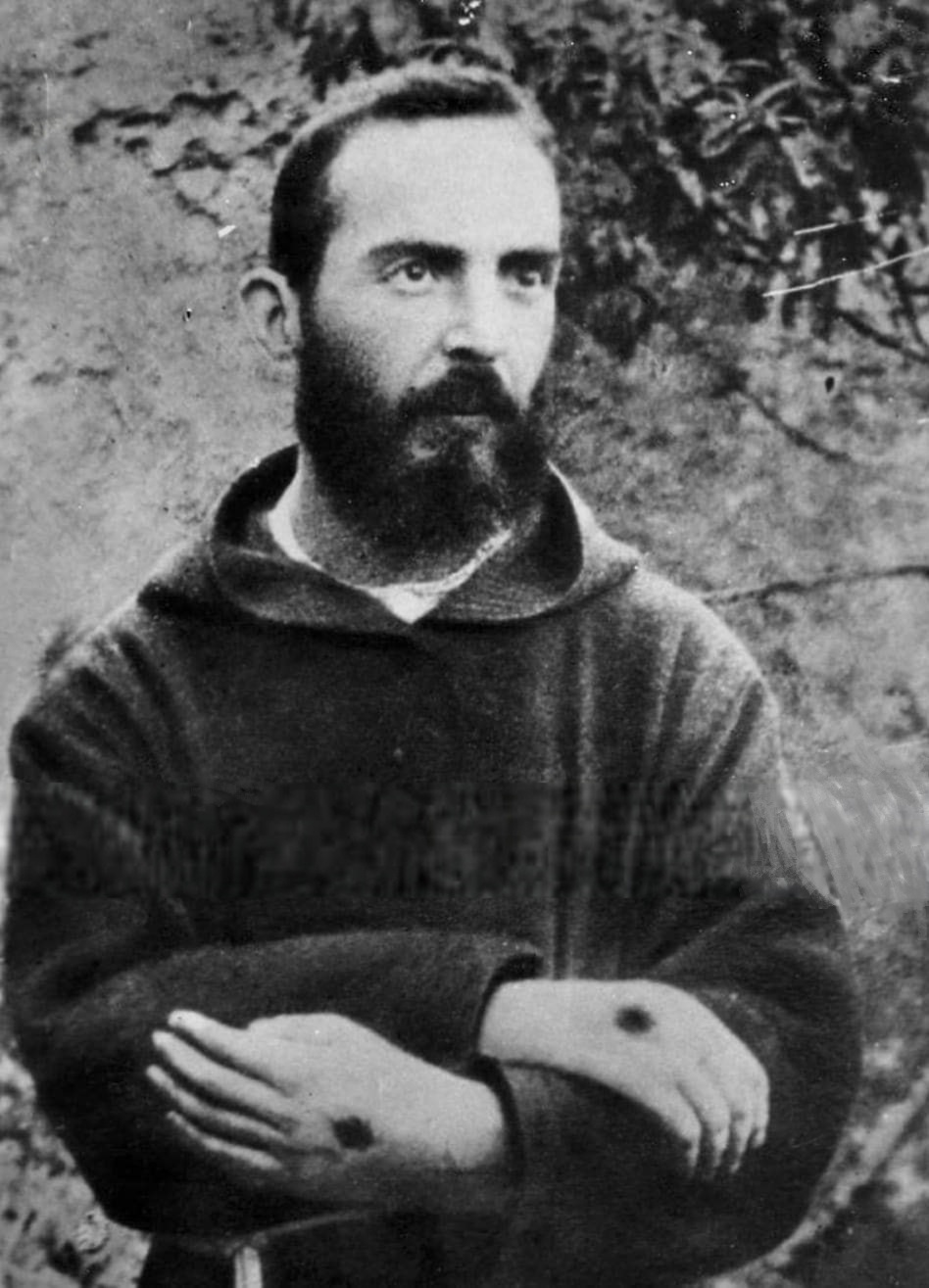
Вдохновением для концепции эпизода о стигматах стал Пио из Пьетрельчины.

«Откровения» стали последним эпизодом сериала, режиссёром которого выступил Дэвид Наттер. Завершив съёмки, Наттер предпочёл заняться другими проектами, будучи уверенными, что его коллеги, Роб Боумен  и Ким Мэннерс не уронят планку качества. 
На фоне остальных эпизодов сериала «Откровения» выделяется отклонением от традиционной линии сериала, меняя местами «верящего в необычное» Малдера и «скептика» Скалли. Кроме того, серия сосредотачивается на вере Скалли, которая противоречит её обычному материалистическому подходу. Крис Картер позднее подчеркнул, что вера в эпизоде рассматривается как нечто личное, нежели как некая организованная религия. Наоборот, создатели шоу были предельно осторожны, чтобы религия не стала доминантной нотой, так как опасались «выбесить определённых людей».
Сценарий неоднократно подвергался переработке, даже после запуска в производство. Например, продюсеры считали, что серия в недостаточной мере «продаёт концепцию религиозного волшебства»: в результате появились сцены, где Кевин одновременно может находиться в двух местах. Дополнительные изменения в сценарий были внесены уже при монтаже. Для этого Кевину Зегерсу пришлось снова лететь в Ванкувер на пересъёмку. Также на стадии монтажа была переозвучена сцена с участием Р. Ли Эрми, так как продюсеров не устроила первоначальная запись его голоса. Также была удалена сцена, в которой отец Кевина говорит на разных языках, в том числе произнося фразу «Klaatu barada nikto» из фильма «День, когда остановилась Земля». Усилия не прошли даром: по мнению продюсеров, изменения в сценарии и дополнительная работа значительно улучшили качество финальной версии эпизода. Также был доволен итоговым вариантом и Дэвид Наттер, особенно положительно отзывавшийся об эмоциональной игре Джиллиан Андерсон, тогда как Майкл Берриман, воплотивший образ Оуэна Джарвиса, позже назвал эту роль своей самой любимой за карьеру. Обычно приглашаемый на роли злодеев из-за своей необычной внешности, Берриман был рад сыграть положительного героя.

## Эфир и отзывы
Премьера «Откровений» состоялась на канале Fox 15 декабря 1995 года. Рейтинг Нильсена составил 10 баллов с долей в 17,0, означающий, что примерно 10 процентов из всех оборудованных телевизором домозяйств в США  и 17 процентов от всех домохозяйств, смотревших телевизор в тот вечер, были настроены на премьеру эпизода. Количество зрителей, смотревших премьеру, оценивается в 15,25 миллиона человек.
От критиков эпизод получил умеренно одобрительные отзывы. Зак Хэндлен, обозреватель «The A.V. Club» присвоил эпизоду оценку «B+» (3,5 балла из 4-х возможных), сказав, что серия, по сути, является «эпизодом Скалли». Однако Хэндлен критично воспринял некоторые моменты, относящиеся к религии, посчитав, что наличие христианского Бога во вселенной «Секретных материалов» может подрывать всю суть деятельности Малдера и Скалли. Джон Киган («Critical Myth») оценил серию на семь баллов из десяти, отметив Скалли и её веру, в будущем ставшую значимой для персонажа и, как следствие, для сериала.  «Entertainment Weekly» поставила серии оценку «B+», положительно отозвавшись об «изобретательности» серии и смене амплуа главных героев.
Некоторые отзывы были более критичными. Пола Витарис в статье для журнала Cinefantastique присудила серии две с половиной звезды из четырех. По мнению Витарис, конфликт религиозных верований Скалли и академических познаний создает почву для серьезной драмы, и Джиллиан Андерсон «принимает вызов». За слабые места эпизода критик сочла сюжетные недоработки, такие как недостаток эмоций у Кевина после смерти его матери и концовку, назвав её «полным бардаком». Роберт Ширман и Ларс Пирсон в книге «Желая верить: Критический путеводитель по Секретным материалам, Тысячелетию и Одиноким стрелкам» (англ. Wanting to Believe: A Critical Guide to The X-Files, Millennium & The Lone Gunmen) оценили эпизод на две звезды из пяти, назвав его «особенно бескровным». Однако большее недовольство у авторов вызвало то, что сверхъестественные способности Кевина оказались полезными лишь в нескольких изолированных сценах. Ширман и Пирсон заключили, что сериал, конечно, должен «браться за серьезные темы, но и подходить к этому тоже серьезно».